# Chauchat-Ribeyrolles 1918

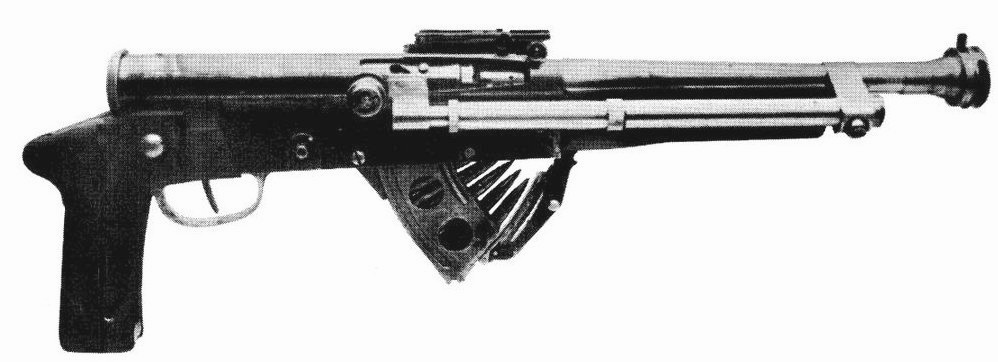
Un'immagine della Chauchat-Ribeyrolles 1918, nella sua versione con caricatore a otto colpi.

La Chauchat-Ribeyrolles 1918 era un prototipo di arma francese, il cui sviluppo iniziò durante la prima guerra mondiale. L'arma era stata progettata per la difesa personale degli operatori dei carri armati (per questo può essere considerata la prima Personal Defense Weapon della storia), ma, nonostante svariati test, non fu mai adoperata in combattimento, a causa del suo potere di fuoco eccessivo; inadeguato per i combattimenti in trincea. Non avendo un vero e proprio mirino nel 1919, a guerra finita, i francesi tentarono di risolvere il problema implementando delle munizioni traccianti.

## Munizioni

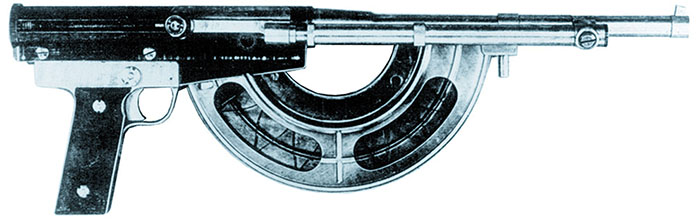
Un'immagine dell'arma nella versione con il caricatore della Chauchat

L'arma inizialmente supportava clip di munizioni del fucile Berthier da otto colpi, ma successivamente fu prodotta una versione che poteva usare il caricatore da venti proiettili della Chauchat.
L'arma usava munizioni 8 mm Lebel.